# Aplidium polytrema
Aplidium polytrema är en sjöpungsart som först beskrevs av Monniot 1983.  Aplidium polytrema ingår i släktet Aplidium och familjen klumpsjöpungar. Inga underarter finns listade i Catalogue of Life.